# Gare du Fauga
La gare du Fauga est une gare ferroviaire française de la ligne de Toulouse à Bayonne, située sur le territoire de la commune du Fauga, près de Lavernose-Lacasse, Saint-Hilaire et Mauzac, dans le département de la Haute-Garonne en région Occitanie. 
Elle est mise en service en 1862 par la Compagnie des chemins de fer du Midi et du Canal latéral à la Garonne. 
C'est une halte voyageurs de la Société nationale des chemins de fer français (SNCF) desservie par des trains régionaux TER Occitanie.

## Situation ferroviaire
Établie à 185 mètres d'altitude, la gare du Fauga est située au point kilométrique (PK) 28,290 de la ligne de Toulouse à Bayonne, entre les gares de Muret et de Longages - Noé. 
La gare dépend de la région ferroviaire de Toulouse. Elle est équipée de deux quais : le quai 1 dispose d'une longueur utile de 200 m pour la voie 1, le quai 2 d'une longueur utile de 200 m pour la voie 2.

## Histoire

### Station de la Compagnie du Midi
La halte de Fauga, édifiée à l'ouest du village, est mise en service le 9 juin 1862 par la Compagnie des chemins de fer du Midi et du Canal latéral à la Garonne, lorsqu'elle ouvre à l'exploitation la section de Portet-Saint-Simon à Montréjeau, qui permet la circulation des trains depuis Toulouse. C'est l'une des 14 stations prévues entre Toulouse et Montréjeau mais du fait d'un retard dans la construction des stations, la compagnie a ouvert une simple halte pour les voyageurs sans bagages.
Le projet des constructions de la station est approuvé le 22 mars 1865.
Lors de la mise à deux voies de la ligne en 1899, un nouveau bâtiment voyageurs, à deux travées, est construit accolé à la halle à marchandises.

### Halte voyageurs de la SNCF
En 1992, l'ancien bâtiment voyageurs, désaffecté du service ferroviaire, est vendu à un particulier.
Au début des années 2010, l'ancienne gare devenue une halte retrouve une importante fréquentation de voyageurs du fait notamment des difficultés de circulations routières. Mais les usagers critiques notamment le parking trop petit (une quinzaine de places), le manque de sécurité pour la traversé piétonne de la voie, l'absence de possibilités d'achat de titres de transport (pas de guichet ni d'automate) et des horaires pas toujours adaptés aux heures de la fin de journée de travail des employés de bureaux.
En fin d'année 2015, le conseil régional vote une subvention de 12 000 euros pour le réaménagement et l'agrandissement du parking de la gare du fait de l'augmentation de la fréquentation des TER. Cette enveloppe concerne également un doublement des consignes individuelles pour les vélos, la création d'un dépose minute et d'un quai pour les navettes TAMtam. Les travaux sont prévus entre les mois de juillet et de décembre 2016.

## Fréquentation
En 2014, selon les estimations de la SNCF, la fréquentation annuelle de la gare était de 60 457 voyageurs.
De 2015 à 2020, selon les estimations de la SNCF, la fréquentation annuelle de la gare s'élève aux nombres indiqués dans le tableau ci-dessous :
| Année           | 2015   | 2016   | 2017   | 2018   | 2019   | 2020   | 2021   | 2022   | 2023   |
| --------------- | ------ | ------ | ------ | ------ | ------ | ------ | ------ | ------ | ------ |
| Voyageurs seuls | 57 731 | 53 867 | 62 201 | 52 728 | 51 144 | 47 824 | 61 949 | 73 986 | 97 105 |

## Service des voyageurs

### Accueil
Halte SNCF, c'est un point d'arrêt non géré (PANG) à entrée libre.
Un passage de niveau piéton permet le passage d'un quai à l'autre en traversant une voie, le deuxième quai ayant une position centrale.

Horaire des trains pour la gare du Fauga en 2022 .

### Desserte
Le Fauga est desservie par des trains TER Occitanie qui effectuent des missions entre les gares de Toulouse-Matabiau et de Boussens, Montréjeau ou Pau (ligne Toulouse - Tarbes - Lourdes - Pau), à raison de neuf allers-retours par jour en semaine, cadencés à la demi-heure aux heures de pointe. Le temps de trajet est d'environ 25 minutes depuis Toulouse-Matabiau et de 2 heures 25 minutes depuis Pau.

### Intermodalité
Un parc pour les vélos (4 consignes individuelles) et un parking pour les véhicules y sont aménagés

## Patrimoine ferroviaire
L'ancien bâtiment voyageurs désaffecté du service ferroviaire est une habitation privée depuis 1992.